# Sensibilización central
La sensibilización central es un proceso patológico que afecta al sistema nervioso central que consiste en un descenso del umbral de dolor y una percepción alterada de estímulos normalmente no dolorosos. Consiste en un estado de hiperexcitabilidad neuronal ante un estímulo periférico, de tal forma que hay una respuesta dolorosa exagerada en intensidad y duración (hiperalgesia), así como la percepción de dolor ante estímulos normalmente no dolorosos (alodinia). Finalmente, estas sensaciones amplificadas pueden expresarse como las artralgias y mialgias de la fibromialgia, o bien cefaleas, o malestar abdominal y pélvico, y muchas otras manifestaciones para las cuales, en principio, no se encuentra una causa médica explicable.
Este proceso es un elemento común de varias enfermedades caracterizadas por el dolor crónico, tales como la fibromialgia, el síndrome de dolor miofascial, el síndrome de vejiga irritable, el síndrome de fatiga crónica, el síndrome del intestino irritable, dolores de cabeza (cefalea tensional y migraña), el síndrome de piernas inquietas, algunos trastornos de la articulación temporomandibular, el síndrome de dolor regional complejo, la cistitis intersticial, la sensibilidad química múltiple, el trastorno por estrés postraumático, el síndrome de la guerra del Golfo y la vulvodinia entre muchas otras patologías o síndromes con los que puede sobreponerse.

## Fisiología del dolor
La percepción del dolor, comienza con el estímulo de una variedad de nociceptores periféricos, tanto somáticos como viscerales. El impulso doloroso viaja a través de fibras A-delta y fibras C hasta las neuronas nociceptivas y de rango dinámico amplio ubicadas en el asta posterior de la médula espinal.
Las fibras A-beta llevan impulsos no nociceptivos que convergen con los nociceptivos a nivel de las neuronas de rango dinámico amplio.
El estímulo doloroso transmitido por las fibras A-delta, conocido como "primer dolor", es agudo y bien localizado, mientras que el dolor transmitido por las fibras C, conocido como "segundo dolor", es apagado, difuso y quemante. Estas últimas, (fibras C), son las involucradas en el dolor crónico.
Las neuronas de rango dinámico amplio responden a una amplia gama de estímulos de diferente intensidad tanto dolorosos como no dolorosos (por ejemplo, un roce en la piel). De esta forma, estas neuronas integran estímulos no nociceptivos provenientes de fibras A-beta, como nociceptivos transmitidos por fibras A-delta y C.
Debido a esta convergencia, las fibras A-beta próximas a las neuronas nociceptivas en el área de las neuronas de rango dinámico amplio, convierten su estímulo en nociceptivo, de tal forma que un estímulo normalmente no doloroso, tal como una presión suave, es percibido como doloroso; este fenómeno se denomina alodinia.
Luego, las fibras postsinápticas de la médula espinal ascienden al tálamo, hipotálamo, al sistema límbico, y finalmente a la corteza somatosensorial. Estas estructuras están involucradas en las diversas dimensiones del dolor: sensorial, evaluativo y afectivo.
Las fibras C activadas liberan varios neurotransmisores y neuromoduladores en los terminales aferentes en el asta posterior, hiperexcitando las neuronas postsinápticas (principalmente en Lámina I y Lámina II). Las sustancias como la sustancia P, el ácido glutámico y el factor de crecimiento nervioso, activan diversos receptores, tales como NK 1, NMDA, AMPA, receptor de glutamato metabotrópico, receptor tirosina quinasa.
La sustancia P tiene una importancia particular en la generación de la sensibilización central, ya que activa receptores silentes de la sinapsis que contribuyen a una mayor excitabilidad de la segunda neurona; además, difunde alguna distancia, estimulando otras neuronas más allá de su origen, contribuyendo a la expansión anatómica del área de dolor. La liberación de la sustancia P y otros neuroquímicos como el factor de crecimiento neuronal y el glutamato en la sinapsis producen hiperexcitabilidad sináptica, lo cual libera el bloqueo de magnesio de los canales del receptor NMDA, permitiendo al glutamato activar estos receptores en la neurona postganglionar. El óxido nítrico también se relaciona con la activación de los receptores NMDA, el cual es vital para la neurotransmisión. La activación del receptor NMDA es seguido por una entrada de calcio al espacio intracelular, cambios en la membrana y activación de proteína quinasas, fosfolipasas, y la óxido nítrico sintetasa así como la expresión de C-Fos, todo lo cual contribuye a la sensibilización central. Los receptores NMDA parecen ser mayoritariamente responsables de la escalada de hiperexcitabilidad de las neuronas de segundo orden. La neuroplasticidad derivada de estos cambios funcionales lleva a una amplificación del estímulo periférico, de tal forma que un estímulo normalmente inocuo, tal como un toque, es percibido como doloroso.
El progresivo aumento en la percepción del dolor (wind-up) por estímulo repetitivo sobre las fibras C, se conoce como "sumación temporal", y ocurre en paralelo con la sensibilización central. La sumación temporal produce un "segundo dolor" de tipo cansado o quemante, dejando una sensación desagradable posterior al estímulo. Se estima que la sumación está mediada por los receptores NMDA, y que puede ser inhibida con bloquedores de dicho receptor, por ejemplo, con ketamina.

## Manifestaciones clínicas
Clínicamente, la sensibilización central se evidencia clínica y patofisiológicamente por hiperalgesia, alodinia, expansión del área de recepción, descarga electrofisiológica prolongada, dolor prolongado no característico postestímulo (quemazón, pulsátil, parestesia).
Debido a la extensa hiperexcitación de las neuronas centrales, la sensibilización central puede explicar la hipersensibilidad a estímulos de distinta naturaleza, ya sea del ambiente (ruido, temperatura, estrés) o químicos (pesticidas, medicamentos).
La sensibilización central se mantiene en el tiempo sin necesidad de nuevos estímulos debido a la neuroplasticidad de largo plazo del sistema nervioso central.
Aparte de estos mecanismos de respuesta neuronal aumentada, la activación de las células gliales también parece jugar un rol importante en la patogenia de la fibromialgia. Estas células ayudan a modular la transmisión del dolor por la médula espinal: activadas por el estímulo doloroso, liberan citoquinas proinflamatorias, óxido nítrico, prostaglandinas y especies de oxígeno reactivo que estimulan y prolongan la hiperexcitabilidad medular.
La sensibilización central está restringida por los mecanismos intrínsecos de inhibición del dolor. Están mediados por vías descendentes desde el sistema córtico reticular, locus cerúleo, hipotálamo, tronco cerebral e interneuronas de la médula espinal utilizando neurotransmisores como la serotonina, la norepinefrina, el ácido gama aminobutírico, las encefalinas y la adenosina.
Las vías ascendentes y descendentes no son dicotómicas. Ambas pueden acentuar o inhibir el desarrollo de la sensibilización central.
El componente afectivo del dolor, esto es, la oposición al placer y la reacción emocional, están mediados por vías espinales hacia estructuras límbicas, los núcleos talámicos medios, la ínsula, la corteza cingulada anterior y las áreas corticales somatosensoriales.